# Brignoliella carmen
Brignoliella carmen är en spindelart som beskrevs av Pekka T. Lehtinen 1981. Brignoliella carmen ingår i släktet Brignoliella och familjen Tetrablemmidae.
Artens utbredningsområde är Filippinerna. Inga underarter finns listade.